# Greenville (Míchigan)
Greenville es una ciudad ubicada en el condado de Montcalm en el estado estadounidense de Míchigan. En el Censo de 2010 tenía una población de 8481 habitantes y una densidad poblacional de 490,93 personas por km².

## Geografía
Greenville se encuentra ubicada en las coordenadas 43°10′47″N 85°15′14″O / 43.17972, -85.25389. Según la Oficina del Censo de los Estados Unidos, Greenville tiene una superficie total de 17.28 km², de la cual 16.43 km² corresponden a tierra firme y (4.92%) 0.85 km² es agua.

## Demografía
Según el censo de 2010, había 8481 personas residiendo en Greenville. La densidad de población era de 490,93 hab./km². De los 8481 habitantes, Greenville estaba compuesto por el 94.29% blancos, el 0.32% eran afroamericanos, el 0.47% eran amerindios, el 0.67% eran asiáticos, el 0.06% eran isleños del Pacífico, el 1.79% eran de otras razas y el 2.39% pertenecían a dos o más razas. Del total de la población el 4.87% eran hispanos o latinos de cualquier raza.